# Soluna Samay
Soluna Samay Kettel-Ziegler (født 27. august 1990), bedre kendt som Soluna Samay, er en schweizisk singer-songwriter. Hun er datter af en schweizisk mor og en tysk far, og er født i Guatemala. Hun repræsenterede Danmark ved Eurovision Song Contest 2012 i med sangen "Should've Known Better", skrevet af Chief 1, Remee og Isam Bachiri.

## Karriere

### Opvækst og tidlig karriere
Soluna Samay Kettel-Ziegler blev født den 27. august 1990 i Guatemala. Samays far, Gerd George Kettel, er fra Tyskland, og hendes mor, Annelis, er fra Schweiz. Hun taler flydende dansk, engelsk, spansk og tysk. Hun flyttede i 2000 til Bornholm. Hun er schweizisk statsborger.
Fra hun var to år[kilde mangler] rejste hun med sine forældre rundt i Europa og i resten af verden, med Guatemala som udgangspunkt. Som femårig begyndte hun at selv at optræde med sin far. Hun startede med at spille trommer, og et af favoritnumrerne var "Jambalya" af Hank Williams. Ved siden af sin sangkarriere læser hun musikvidenskab på Københavns Universitet
Samay begyndte sin musikkarriere i 2001 i duoen Gee Gee & Soluna sammen med sin far, som også går under kunstnernavnet Gee Gee Kettel.

### Sing Out Loudog Dansk Melodi Grand Prix
I 2010 var hun med i P3's Karrierekanonen. Sidst på året 2011 udgav Baltic Records hendes debutalbum Sing Out Loud der indeholder 14 af hendes egne sange. Albummet er produceret af Jesper Mejlvang og Michael Friis der begge også giver Soluna et musikalsk modspil på deres respektive instrumenter, piano/keyboards og bas. Derudover medvirker Lars Juul trommer, Troels Skovgaard guitar, Ole Kibsgaard guitar, Jakob Andersen percussion, Maria Sita kor. Hendes far er også med på et enkelt nummer.
Den 21. januar 2012 vandt hun Dansk Melodi Grand Prix med sangen "Should've Known Better". Da hun optrådte, var hun blandt andet iført en kaptajnshat. Den 26. maj 2012 repræsenterede hun Danmark ved Eurovision Song Contest i Aserbajdsjan. Den opnåede en 23. plads ud af 26

Den 19. maj 2012 blev det offentliggjort at Samay havde sikret sig en international kontrakt med pladeselskabet Sony Music om udgivelse af hendes andet album i Danmark, Norge, Sverige, Tyskland, Schweiz, Østrig og Holland. Bag albummet står Remee og Chief 1, der også har startet pladeselskabet RE:A:CH for at udgive Samays musik. Den 17. juni 2013 udkom Samays andet album, Soluna Samay. Det opnåede ikke en placering i top 40 på album-hitlisten i Danmark. Albummet blev ikke udgivet i Tyskland via Sony Music, da albummets tilblivelse tog for lang tid.

## Diskografi

### Gee Gee & Soluna
- The Beat Goes On (Ozella Music; 2001)
- Thinking Of You (Ozella Music; 2004)
- Movin’ On (Chocolate Factory; 2006)
- Lucky Seven (Funky Farm Records; 2007)
- Just Passing Through (Chocolate Factory; 2008)
- Streetwise (Funky Farm; 2009)
- The Best & the Rest (Chocolate Factory; 2011)

### Album
- Sing Out Loud (Baltic Records; 2011)
- Soluna Samay (2013)
- Golden (2016)

### EP'er
- Northern Wind (2019)

### Singler
- I Wish I Was a Seagull (Ozella Music; 2003)
- "Two Seconds Ago" (Baltic Records; 2011)
- "Should've Known Better" (EMI Denmark; 2011)[6]
- "Come Again (The Quetzal)" (EMI Denmark; 2012)
- "Humble" (EMI Denmark; 2012)
- "L.O.V.E. (If Women Ruled the World)" (EMI Denmark; 2013)
- "One More Reason To Hate Me" (2019)
- "This Time Around" (2019)